# Amt Limburg (Nassau)

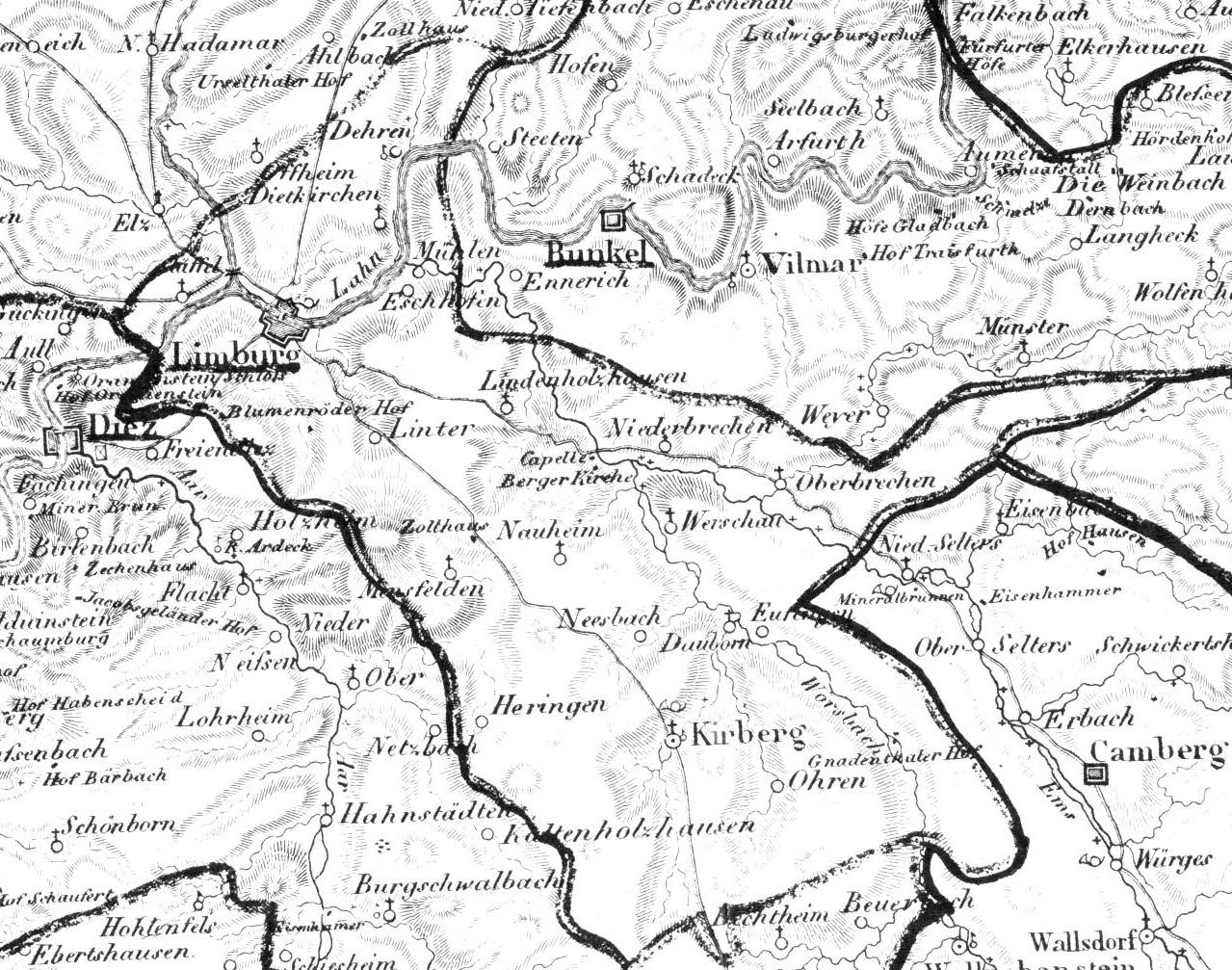
Karte des Amtes Limburg 1828

Das Amt Limburg mit Sitz in Limburg an der Lahn war ein Verwaltungs- und Gerichtsbezirk, der ursprünglich Kurtrier, 1803 bis 1806 zu Nassau-Weilburg und von 1806 bis 1866 als Amt zum Herzogtum Nassau gehörte. Die Ämter hatten neben Verwaltungsaufgaben auch die Niedere Gerichtsbarkeit inne bzw. dienten später als erstinstanzliches Gericht. An ihrer Spitze stand ein vom jeweiligen Herrscher eingesetzter Amtmann.

## Geschichte

### Kurtrier

#### Amt Balduinstein
Ab dem 14. Jahrhundert gelang es Kurtrier, in den Besitz von Stadt und Amt Limburg zu kommen. Den Ursprung der kurtrierischen Herrschaft im Lahngebiet bildete Balduinstein. Erzbischof Balduin begann im Jahr 1319 mit dem Bau der Burg Balduinstein unterhalb der Schaumburg. Das Amt Balduinstein war damals eines von 30 Ämtern des Hochstiftes Trier. In einer Aufstellung, die Kurfürst Johann II. von Baden im Jahr 1498 beauftragt hatte, sind schon 59 Ämter erwähnt. Darunter sind das Amt Balduinstein und das Amt Limburg.
Erzbischof Johann VI. (1556–1567) ordnete am 26. November 1556 mit Zustimmung der Landstände in Koblenz eine vierjährige Landsteuer an. Je 1000 Gulden Vermögen betrug die Steuer 3,5 Gulden. Am 20. Juli 1563 forderte er Berichte aller Ämter an, die über die Orte und die dortigen Steuerzahler Auskunft geben sollten. Im Amt Balduinstein gab es danach 34 Feuerstellen in folgenden Orten:
| Ortschaft    | Zahl Feuerstellen | Trierer Untertanen |
| ------------ | ----------------- | ------------------ |
| Balduinstein | 24                | 24                 |
| Hausen       | 10                | 10                 |

#### Andere Teile des Amtes Limburg
1344 wurde die Stadt Limburg zur Hälfte an Kurtrier verpfändet. Mit dem Tod von Johann II. im Jahr 1406 war der letzte männliche Vertreter des Hauses Limburg gestorben. Dem Trierer Erzbischof gelang es, nachdem Stadt und Burg bereits zur Hälfte an ihn verpfändet waren und 1380 die Reichslehnsherrschaft über die Stadt an sie übergegangen war, die gesamte Herrschaft zu übernehmen. 1420 ging sie ganz in kurtrierischen Besitz über. Die Herrschaft Limburg umfasste neben der Stadt Limburg noch Elz, Oberbrechen, Werschau und Bergen.
Niederbrechen und Niederselters gehörten ursprünglich den Herren von Molsberg. 1368 erwarb das Erzbistum Trier zur Sicherung seines Einflusses gegen das Haus Nassau die Grund- und Lehensherrschaft über Niederselters sowie Niederbrechen von den inzwischen verarmten Molsbergern. Mit dem Diezer Vertrag von 1564 verzichtete Nassau auf alle Rechte in Niederselters und Niederbrechen, so dass Kurtrier von da an unumschränkt Landesherr war.
1348/1359 wurden die Isenburgische Burg und die Stadt Villmar durch Trier erobert und 1362 zum Reichslehen des Erzstifts Trier erklärt. Zum Amt bzw. zur Vogtei gehörten neben Villmar noch Arfurt.
Trier hatte auf dem Erbwege ein Viertel der Grafschaft Diez erhalten. Mit dem Diezer Vertrag von 1564 erfolgte eine Realteilung der Grafschaft und Trier erhielt in diesem Zusammenhang das Kirchspiel Lindenholzhausen zu dem noch Eschhofen, Mühlen, Dietkirchen und Kraich (Wüstung) gehörten. Damit hatte das Amt Limburg seinen Endstand erreicht.
Als im Jahr 1803 das Amt Limburg infolge des Friedens von Luneville und des Reichsdeputationshauptschlusses an Nassau-Usingen fiel umfasste es: Kirchspiel Limburg: Limburg mit zwei Mühlen; Kirchspiel Oberbrechen: Oberbrechen mit einer Mühle; Kirchspiel Niederbrechen: Niederbrechen mit einer Mühle; Kirchspiel Werschau: Werschau mit einer Mühle, Langhecke (zur Hälfte); Kirchspiel Lindenholzhausen: Lindenholzhausen mit einer Mühle; Kirchspiel Dietkirchen: Dietkirchen, Eschhofen, Mühlen mit einer Mühle; Kirchspiel Villmar: Villmar mit einer Mühle und den Höfen Blumenroth, Obergladbach, Niedergladbach, und Treisfurt, Arfurt; Kirchspiel Niederselters: Niederselters mit einer Mühle und einem Mineralbrunnen; Kirchspiel Balduinstein: Balduinstein mit einer Mühle, Hausen und Kirchspiel Elz: Elz mit zwei Mühlen.

#### Brandschutz
Nachdem in Kurtrier in vielen Dörfern ganzen Häuserreihen abbrannten, erließ das Kurfürstentum Trier am 27. November 1783 eine Gesamtverordnung über den vorbeugenden Feuerschutz und die Feuerbekämpfung. Darin hatten ihre Ämter gemäß § 17 „große dauer- und meisterhafte Feuerspritzen“ anzuschaffen, und zwar kleinere Ämter eine, größere, aber zwei. Damit waren erstmals nicht nur die einzelnen Bewohner und Gemeinden in der Pflicht, Vorsorge zu treffen, sondern auch die untersten Verwaltungseinheiten.

### Nassau-Usingen
Als Nassau-Usingen infolge des Reichsdeputationshauptschlusses von 1803 durch Kurtierer Gebiete, für durch die Napoleonische Kriege verlorenen Gebiete, entschädigt wurde, erhielt es unter anderem das Amt Limburg im oben genannten Umfang. Das Amt Limburg unterstand anfangs der Regierung zu Wiesbaden. Die Ebene der Ämter blieb zunächst unverändert und entsprach der Einteilung der Vorgängerterritorien.
Im Jahr 1806 entstand unter Druck Napoleons der Rheinbund und besiegelte das Ende des Heiligen Römischen Reiches. Nassau-Usingen und Nassau-Weilburg traten dem Rheinbund bei. Im Gegenzug dafür erhielt Friedrich August, der Älteste des Hauses Nassau, den Titel eines souveränen Herzogs von Nassau. Die beiden Herrscher entschieden, die beiden Territorien unter dem gemeinsamen Namen Herzogtum Nassau zusammenzulegen.

### Herzogtum Nassau
Das Herzogtum bestand anfangs aus 63 Ämtern. 1806 bis 1809 wurde eine erste Konsolidierung der mittleren Verwaltungsebene vorgenommen die jetzt aus dem Regierungsbezirk Wiesbaden (mit dem Amt Limburg) und den Regierungsbezirken Ehrenbreitstein und Weilburg bestand. Auf Ebene der Ämter erfolgte bis 1816 eine Reihe von Zusammenlegungen. Im Jahr 1813 bestand das Herzogtum Nassau noch aus 48 Ämtern. Dabei gehörten zum Amt Limburg die Kirchspiele Dietkirchen, Elz, Limburg, Lindenholzhausen, Niederbrechen, Oberbrechen, Villmar, und Werschau mit Langhecke rechts des Baches.
Nach den Befreiungskriegen wurde Deutschland und damit auch Nassau abermals neu geordnet. Im Wiener Kongress wurden 1816 darüber hinaus umfangreiche Gebietstausche mit Preußen und kleinere mit dem Kurfürstentum Hessen und dem Großherzogtum Hessen vereinbart. Danach war das Amt Limburg eines von 28 Ämtern im Herzogtum Nassau, die am 1. Juli 1816 zum Zwecke der lokalen Verwaltung geschaffen wurden. An der Spitze des Amtes stand als örtlicher Statthalter des Herzogs ein Amtmann. Die mittlere Verwaltungsebene der Regierungen wurde abgeschafft.
Das Amt Limburg bestand danach, dann bis zum Ende des Herzogtums 1866 aus:
1. Den ehemals kurtrierischen Orten: Limburg, Dietkirchen, Eschhofen, Lindenholzhausen, Mühlen, Niederbrechen, Oberbrechen, Werschau.
2. Den ehemals oranischen Orten
  1. aus dem Fürstentum Diez: Dauborn, Eufingen, Linter, Staffel.
  2. aus dem Fürstentum Hadamar: Dehrn.
3. Den ehemals gemeinschaftlich Usingenschen und Oranischen Orten: Kirberg, Heringen, Nauheim, Neesbach, Ohren.
4. Dem ehemals gemeinschaftlich Oranische (früher Usingensche) und Trierische Ort Mensfelden.

Der Staats- und Adreß-Handbuch des Herzogthums Nassau 1822/23 gibt folgendes an:
1. Flächen: 34.688 Steuernormalmorgen  (wobei ein Morgen 2500 m² entsprechen), mit 128 Morgen Gebäudestellen, 445 Morgen Gartenland, 24.441 Morgen Ackerland, 2333 Morgen Wiesen, 4021 Morgen Hochwald, 2249 Morgen Niederwald, 505 Morgen Trieschland (abwechselnde 3- bis 5-jährige Acker- und 10- bis 20-jährige Wiesennutzung), Weideplätze etc., 566 Morgen nicht besteuerte Liegenschaften.
2. Gemeinden: 19 Gemeindebezirke bestehend aus eine Stadt, ein Flecken, 17 Dörfern und 15 Hőfen und Mühlen.
3. Bevölkerung: 12.150 Einwohner in 2894 Familien, davon 5105 evangelisch christliche, 6837 Katholiken und 208 Juden.
4. Viehstand: 558 Pferde, 23 Esel und Maulesel, 6598 Stück Rindvieh, 9116 Schafe, 1703 Schweine, 290 Ziegen und 485 Bienenstöcke.
5. Einfacher Jahressteuersatz (Steuersimplus, kann auch mehrfach erhoben werden): 10.509 fl. 58 kr.
6. Amtsgemeinden:
  1. Limburg, Stadt: 2634 Einwohner in 652 Familien; „Amtssitz, die Ober- und Unter-Mühle, eine <Schneide-, Gips-, Oel- und Walkmühle, zwei Kalköfen und Ziegelhütten.“
  2. Dauborn: 519 Einwohner in 120 Familien; „Eisenberger- und Dauborner-Mühle.“
  3. Dehrn: 593 Einwohner in 142 Familien; „das von Greifenclauische Schloß, von Greifenclausche Höfe, 2 Mühlen.“
  4. Dietkirchen: 348 Einwohner in 85 Familien.
  5. Eschhofen: 334 Einwohner in 71 Familien; „Blumenrüder Hof.“
  6. Eufingen: 464 Einwohner in 15 Familien; „6Gnadenthaler Hof, Mühle.“
  7. Heringen: 513 Einwohner in 122 Familien.
  8. Kirberg, Flecken: 893 Einwohner in 185 Familien; „Kahlarsche Mühle.“
  9. Lindholzhausen: 864 Einwohner in 199 Familien; „eine Mühle.“
  10. Linter: 203 Einwohner in 55 Familien.
  11. Mensfelden: 1001 Einwohner in 236 Familien; „das Zollhaus.“
  12. Mühlen: 99 Einwohner in 31 Familien; „eine Mühle.“
  13. Nauheim: 510 Einwohner in 118 Familien.
  14. Neesbach: 377 Einwohner in 87 Familien.
  15. Niederbrechen: 991 Einwohner in 248 Familien; „die Rauschen- und eine Herrschaftliche Mühle.“
  16. Oberbrechen: 784 Einwohner in 207 Familien; „zwei Mahl- und Oelmühlen.“
  17. Ohren: 354 Einwohner in 79 Familien.
  18. Staffel: 331 Einwohner in 68 Familien.
  19. Werschau: 337 Einwohner in 74 Familien; „Eine Mühle mit Oelgang.“

Im Jahr 1836 wurde das Amt Limburg wie folgt beschrieben:

„Das Amt Limburg. Von den 49.940 Morgen des Amtes Limburg sind 188 Morgen Gebäudestellen, 586 Morgen Gärten, 34.817 Morgen Ackerland, 3.353 Morgen Wiesen, 9.597 Morgen Waldungen, 529 Morgen Dresch- und Waideland und 870 Morgen nicht besteuerte Liegenschaften. In den 2.128 Wohnhäusern leben in 3.375 Familien 13.803 Menschen, von welchen sich 5.955 zur evangelischen, 7.642 zur katholischen Kirche bekennen und 206 Juden sind.
   Limburg, unter 25° 44' Länge und 50° 23' 30" Breite, 3⁄4 Meilen westlich von Runkel, an der Lahn, über welche hier eine Brücke führt, sehr alte ummauerte Stadt mit 4 Thoren und 4 Kirchen etwa 500 Häusern und 3.020 Einwohnern.
   Dauborn und Eufingen, am Wörsbache, etwas über 1⁄4 Meile nordnordöstlich von Kirberg, Dorfgemeinde mit 1.140 Einwohnern.
   Dehrn, 1⁄2 Meile nordöstlich von Limburg, rechts an der Lahn, Dorf mit einem Schlosse und 680 Einwohnern.
   Kirberg, unter 25° 49' 30" Länge und 50° 18' 40" Breite, Flecken mit 1.160 Einwohnern.
   Lindenholzhausen, etwas über 1⁄2 Meile ostsüdostwärts von Limburg, Dorf mit 910 Einwohnern.
   Mensfelden, südsüdostwärts von Limburg mit 1.030 Einwohnern.
   Niederbrechen, eine Meile füdostwärts von Limburg, Dorf mit 1.130 Einwohnern.
   Oberbrechen, am Emsbache, Dorf mit 880 Einwohnern.“

Der Staats- und Adreß-Handbuch des Herzogthums Nassau. 1847 gibt folgendes an:
1. Flächengehalt: 49.940 Steuernormalmorgen, nämlich 188 M. Gebäudestellen, 586 M. Gartenland, 34817 M. Ackerland, 3353 M. Wiesen, 9597 M. Waldungen, 529 M. Trieschland und Weideplätze etc., 870 M. nicht besteuerte Liegenschaften.
2. Politische Eintheilung: 18 Gemeindebezirke, bestehend aus einer Stadt, einem Flecken und 17 Ortschaften mit 5 Höfen und einzelnen Wohnhäusern, 27 Mühlen, 3 Ziegelhütten.
3. Bevölkerung: 3908 Familien in 2526 Wohnhäusern und 16.064 Einwohner, nämlich 6941 evangelisch-christliche, 8872 Katholiken und 251 Juden.
4. Viehbestand: 669 Pferde, 18 Esel und Maulesel, 7581 Stück Rindvieh, 6939 Schafe, 2706 Schweine, 1033 Ziegen und 391 Bienenstöcke.
5. Gewerbe: 58 Bäcker, 10 Bader, 13 Bierbrauer, 11 Blechschmiede, 99 Branntweinbrenner, 2 Buchbinder, ein Buchdrucker, ein Buchhändler, 4 Bürstenbinder, 7 Drechsler, ein Essigsieder, 2 Fabriken und Manufacturen, 11 Glaser, 2 Gold- und Silberarbeiter, 46 Grobschmiede, 1359 Gutsbesitzer, 3 Gipsmühlen, 9 Häfner, ein Kalkbrenner, 25 Kammmacher, 76 Klein- und Großhändler, 86 Kleinkrämer, eine Knochenmühle, ein Knopfmacher, 2 Konditoren, ein Kupferschmied, 17 Küfer, 139 Leinen- und Damastweber, 7 Lohgerber, eine Lohmühle, 9 Makler, 17 Mahlmühlen, 55 Maurer, ein Messerschmied, 26 Metzger, 8 Musikanten, 5 Nagelschmiede, 8 Oelmühlen, 24 Pferdeverleiher und Hauderer, 2 Pottaschesieder, 2 Pumpenmacher, 2 Putzmacherinnen, 13 Sattler, 14 Schieferdecker, 3 Schiffer, 9 Schlosser, 85 Schneider, 7 Schön- und Blaufärber, ein Schornsteinfeger, 43 Schreiner, 112 Schuhmacher, 2 Seifensieder, 11 Seiler, ein Steinhauer, 11 Strohdecker, 3 Strumpf- und Kappenweber, 618 Taglöhner, 9 Tuchmacher, 8 Tüncher, 4 Uhrmacher, 30 Wagner, eine Walkmühle, 3 Weißgerber, 149 Wirthe, ein Zeugschmied, 2 Ziegelbrenner, 13 Zimmerleute, 2 Zinngießer etc.
6. Betrag eines Steuersimplums: 12.184  fl. 45 kr., nämlich 8245 fl. 41 kr. Grund-, 1134 fl. 22 kr. Gebäude- und 2804 fl. 42 kr. Gewerbesteuer.
7. Amtmann: Ludolph von Langen.

Nach der Märzrevolution 1848 wurde die Verwaltung neu geordnet. Mit Gesetz vom 4. April 1849 wurden in Nassau Verwaltung und Rechtsprechung auf unterer Ebene getrennt. Die Reform trat zum 1. Juli 1849 in Kraft. Für die Verwaltung wurden 10 Kreisämter gebildet, die Ämter als Justizämter (also Gerichte der ersten Instanz) weitergeführt. Die Verwaltungsaufgaben des Amtes Idstein wurden vom Kreisamt Limburg wahrgenommen, die Rechtsprechung vom Justizamt Limburg. Die Reform wurde jedoch bereits am 1. Oktober 1854 wieder rückgängig gemacht, die Kreise wieder abgeschafft und die vorigen Ämter wiederhergestellt.
Beibehalten wurde jedoch die Einrichtung des Bezirksrats als Volksvertretung, die mit der Bildung der Kreisämter 1849 geschaffen wurden. Im Amt Limburg bestand der Bezirksrat aus folgenden Personen:
| 1854 bis 1856                   | 1857 bis 1859                | 1860 bis 1862                    | 1863 bis 1866                    |
| ------------------------------- | ---------------------------- | -------------------------------- | -------------------------------- |
| Joh. Georg Bellinger, Eschhofen | 0                            | 0                                | 0                                |
| 0                               | Bürgermeister Hilb, Dehrn    | Hilb, Dehrn                      | Hilb, Dehrn                      |
| Johann Knapp, Dauborn           | Johann Knapp, Dauborn        | Johann Knapp, Dauborn            | 0                                |
| 0                               | 0                            | Joseph Königstein, Niederbrechen | Joseph Königstein, Niederbrechen |
| Joh. Nepomuk Kremer, Limburg    | Joh. Nepomuk Kremer, Limburg | Joh. Nepomuk Kremer, Limburg     | Joh. Nepomuk Kremer, Limburg     |
| Martin Mohr, Limburg            | Martin Mohr, Limburg         | Martin Mohr, Limburg             | Martin Mohr, Limburg             |
| 0                               | 0                            | 0                                | Jacob Otto, Lindenholzhausen     |
| Schnug, Tierarzt, Limburg       | Schnug, Tierarzt, Limburg    | Schnug, Tierarzt, Limburg        | Schnug, Tierarzt, Limburg        |
| Peter Stilger, Niederbrechen    | Peter Stilger, Niederbrechen | Peter Stilger, Niederbrechen     | 0                                |

Kurz vor der Annektierung durch Preußen gibt des Staats- und Adreß-Handbuch des Herzogthums Nassau. 1866 folgendes an:
1. Flächengehalt: 49.905 Morgen, nämlich: 255 M. Gebäudestellen, 580 M. Gartenland, 34.914 M. Ackerland, 3357 M. Wiesen, 8676 M. Waldungen, 426 M. Trieschland und Weideplätze etc., 1697 M. nicht besteuerte Liegenschaften.
2. Politische Eintheilung: 48 Gemeindebezirke, bestehend aus einer Stadt, einem Flecken und 16 Ortschaften, mit 5 Höfen und einzelnen Wohnhäusern, 27 Mühlen und 3 Ziegelhütten; 28 Eisenstein-, 11 Braunstein-, 3 Dachschiefergruben, einer Braunkohlengrube und 2 Thongruben.
3. Bevölkerung, nach der Zählung am Schlüsse des Jahres 1865: 493 Familien in 2659 Wohnhäusern, und 17503 Einwohner, nämlich: 7344 evangelisch-christliche, 9891 Katholiken, 10 Mennoniten und 258 Juden.
4. Viehstand: 769 Pferde, 17 Esel und Maulesel, 7549 Stück Rindvieh, 5639 Schafe, 3241 Schweine, 1597 Ziegen und 363 Bienenstöcke.
5. Gewerbe: 9 Bader, 82 Bäcker, 18 Bierbrauer, 11 Blechschmiede, 105 Branntweinbrenner, 7 Buchbinder, ein Buchdrucker, 3 Buchhändler, 2 Bürstenbinder, 2 Cigarrenmacher, 8 Drechsler, 2 Erziehungsinstitute, 13 Fabriken und Manufacturen, ein Feilenhauer, 2 Fischer, 2 Gelbgießer, 2 Gärtner, 12 Glaser, 3 Gold- und Silberarbeiter, 44 Grobschmiede, 1496 Gutsbesitzer, 3 Gipsmüller, 5 Häfner, 4 Kalkbrenner, 5 Kammmacher, 8 Kappenmacher, 75 Klein- und Großhändler, 97 Kleinkrämer, 3 Knochenmühlen, 4 Konditoren, 4 Korbmacher, 21 Küfer, 2 Kupferschmiede, 2 Lackierer, 91 Leinen- und Damastweber, 2 Lithographen, 8 Lohgerber, 2 Lohmühlen, 17 Mahlmüller, 11 Makler, ein Maler, 81 Maurer, ein Messerschmied, 31 Metzger, 3 Mühlärzte, 10 Musikanten, 4 Nagelschmiede, 5 Oelmüller, 5 Pferdeverleiher und Hauderer, 4 Pflasterer, 2 Photographen, 2 Posamentierer, 6 Pumpenmacher, 3 Putzmacherinnen, 7 Sattler, ein Sandformer, 20 Schieferdecker, ein Schiffbauer, 5 Schiffer, 15 Schlosser, 78 Schneider, 7 Schön- und Blaufärber, 3 Schornsteinfeger, 63 Schreiner, 109 Schuhmacher, 4 Seifensieder, 7 Seiler, 3 Siebmacher, 2 Steinhauer, 5 Strohdecker, 2 Strumpf- und Kappenweber, 597 Taglöhner, 5 Tapezierer, 3 Tuchmacher, 8 Tüncher, 5 Uhrmacher, ein Uhrenhändler, 4 Viehhändler, 34 Wagner, eine Walkmühle, 117 Wirthe, ein Wollweber, 3 Ziegelbrenner, 21 Zimmerleute, 2 Zinngießer etc.
6. Betrag eines Steuersimplums: 13.033 fl. 39 kr., nämlich: 9478 fl. 39 kr. Grund- und Gebäudesteuer und 3555 fl. 1 kr. Gewerbesteuer.
7. Amtmann: Hofgerichtsrath Jacob Isbert.
8. Amtsortschaften:

| Amtsgemeinde | Fam- ilien | Ein- wohner |
| --- | ---------- | ----------- |
| 1. Limburg, Stadt und Amtssitz, die heilige Kreuzkapelle auf der Coblenzer Straße und auf dem Hammerweg, die Ober- und Untermühle, 2 Lohmühlen, 3 Gipsmühlen, 2 Delmühlen, 3 Walkmühlen, 3 Ziegelhütten mit Kalköfen, 9 Häfnerwerkstätten mit 9 Brennöfen, ein Marmorbruch mit 2 WerkStätten, eine Tabaks-, eine Tuch- und eine Maschinenfabrik. | 1099       | 4395        |
| 2. Dauborn mit Eufingen, die Eisenberger Oel- und Mahlmühle, der Gnadenthaler Hof, die Gnadenthaler, Dauborner, Eufinger und eine weitere Mühle. | 366        | 1324        |
| 3. Dehrn, von Dungernsches Schloß mit Hofhäusern, die Neumühle, eine Braunsteinaufbereitungsanstalt. | 252        | 1050        |
| 4. Dietkirchen. | 142        | 587         |
| 5. Eschhofen, der Blumenröder Hof. | 35         | 150         |
| 6. Heringen. | 178        | 719         |
| 7. Kirberg, Flecken, die Kalarscher Mühle. | 318        | 1154        |
| 8. Lindenholzhausen, eine Mahl- und Oelmühle | 287        | 1210        |
| 9. Linter. | 95         | 333         |
| 10. Mensfelden, das Zollhaus. | 299        | 1114        |
| 11. Mühlen, eine Mühle. | 58         | 217         |
| 12. Nauheim. | 171        | 616         |
| 13. Neesbach. | 129        | 482         |
| 14. Niederbrechen, die Rauschen und eine herrschaftliche Mühle, die Berger Kirche. | 352        | 1403        |
| 15. Oberbrechen, die herrschaftliche und Preußer'sche Mühle, die Muttergottes-, Mariahilf-, Johannis- und Schultheisencapelle. | 322        | 1208        |
| 16. Ohren. | 127        | 523         |
| 17. Staffel, eine Mahl- und Oelmühle- | 140        | 538         |
| 18. Werschau, eine herrschaftliche Mahl- und Oelmühle. | 123        | 480         |

### Preußen
Mit der Annexion Nassaus durch Preußen werden auch die Ämter in ihrer alten Form aufgelöst und durch Kreise ersetzt. Aus dem Amt Limburg und den Ämtern Diez, Nassau und Nastätten entstand 1867 der Unterlahnkreis. Erst im Rahmen dieser Neuordnung werden Verwaltung und Rechtsprechung getrennt. Für die Rechtsprechung in erster Instanz, die bisher durch das Amt vorgenommen wurde, wurde, zunächst die richterlichen Beamte in den Ämtern zuständig und zum 1. September 1867 das Amtsgericht Limburg gebildet.
Aber auch nach der Kreisgründung bleibt die bisherige Amtsstruktur erhalten. Die Königliche Verordnung vom 22. Februar 1867 regelte, dass „die Amtsbezirke als engere Verwaltungsbezirke in ihrer bisherigen Begrenzung bestehen“ bleiben. Die ehemaligen Ämter bilden die vier Bezirke des Kreises. Gemäß § 13 der Kreisverfassung entsendeten die Bezirke also die ehemaligen Ämter jeweils sechs Vertreter in den neuen Kreistag. Der Amtmann hatte die Aufsicht über die Ortspolizei und Organ des Landrates.
Mit der Verwaltungsreform von 1885/1886 gehörten die Amtsstrukturen endgültig der Vergangenheit an.

## Amthaus

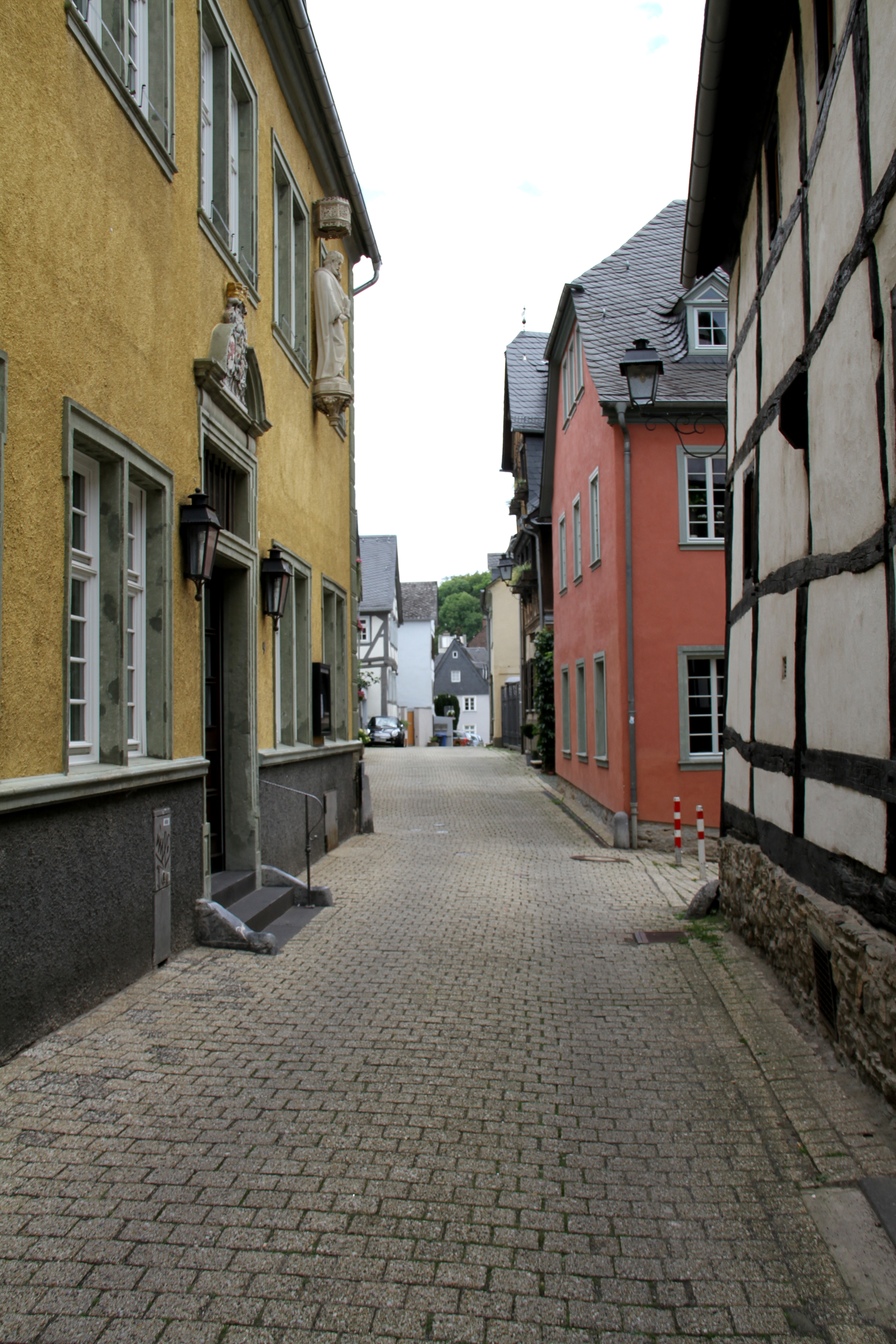
Kurtriersches Amthaus (links)

Das kurtrierische Amthaus in der Kolpingstraße 9 wurde um 1695 von Wilhelm Lothar von Hohenfeld errichtet.

## Beamte

### Amtmänner

#### Kurtrier
Amtmänner (unvollständig):
- Johann Hugo Freiherr von Hohenfeld (1710)
- Philipp Wilhelm Freiherr von Hohenfeld (1716)
- Benedikt Marian Freiherr Schütz von Holzhausen (1754)
- Friedrich August Freiherr Schütz von Holzhausen (1794–1808)

#### Nassau
- Johann Ludwig Schramm (1808)
- Friedrich Carl Schenk (1812)
- Kaspar Hendel (1816–1821)
- Peter Grüsing (1821–1832)
- Johann Jakob Möhn (1832–1841)
- Ernst Heinrich Wolf(f) (1842–1845)
- Ludolph von Langen (1845–1849)
- Hermann Becker (1854–1857)
- Heinrich Langsdorff (1857–1862)
- Jakob Isbert (1863–1868)
- Adolf Lorsbach (1868–1886)

### Landesoberschultheißen
- Johann Franz Abund Mainone (ab 1808)
- Hofrath Carl Ludwig Kirschbaum (1818 bis 1819)
- Hofrath Johann Friedrich Reusch (1819 bis 1850)
- Christian Giel (1851 bis 1857) (gestorben am 17. Dezember 1856)
- August Melior (1857 bis 1864) bisher Amtmann in Braubach, Landrath
- Carl Friedrich Ludwig Hildenbrand (1864 bis 1866)

### Medizinalräte
- Georg Bonifaz Rusticus Coels (bis 1808)
- Heinrich Rudio, vorher Weilburger Stadt- und Landphysikus (1809 bis 1814)
- Medizinalrat Johann Benedikt Daniel Nückel (1818 bis 1821)
- Medizinalrat Carl Thomas Wilhelm (1821 bis 1825)
- Obermedizinalrat Peter Thewalt, vorher in Wallmerod (1825 bis 1851)
- Medizinalrat Theodor Heydenreich, vorher in gleicher Funktion in Dillenburg (1851 bis 1854)
- Medizinalrat Wilhelm Göbell, vorher in Hadamar (1854 bis 1866)